# El Guanábano
El Guanábano es una población del municipio Santa Rita en el estado Zulia (Venezuela), es la capital de la Parroquia Pedro Lucas Urribarrí. 

## Origen etimológico
El Guanábano recibe el nombre del árbol de la fruta tropical guanábana (Annona muricata).

## Ubicación
Se encuentra en la carretera Williams, cerca del cruce con las vías a El Mecocal y a El Consejo de Ziruma, a la altura de los kilómetros 32 y 34.

## Zona residencial
El Guanábano es un pequeño pueblo en la parte rural del municipio Santa Rita, con iglesia, escuela, estación de policía, dispensario de salud, algunas tiendas, una plaza y una parada. Su posición céntrica en la parroquia lo hizo su capital y punto de paso regular desde donde se llega a los distintos caseríos y haciendas de Santa Rita y otros municipios.

## Actividad económica
El Guanábano es un pueblo agropecuario, ubicado entre numerosos hatos ganaderos.

## Vialidad y transporte
La vía principal es la carretera Williams, sin embargo el Guanábano cuenta con sus propias calles asfaltadas.
La línea Cabimas – El Guanábano (logo blanco con letras negras) es una de las que lo conectan con otras localidades.

## Sitios de referencia
- Iglesia El Guanábano.
- El Techo. Techo sobre la carretera intersección entre la carretera Williams y las vías a El Mecocal y a El Consejo de Ziruma
- La parada. Pequeña plaza sin árboles ni prócer, parada de carros por puesto Cabimas – El Guanábano